# Oggi sposi (film 2009)
Oggi sposi è un film italiano del 2009, diretto da Luca Lucini e sceneggiato da Fabio Bonifacci, Fausto Brizzi e Marco Martani
Il film, prodotto da Cattleya, è stato riconosciuto come "Prodotto d'interesse culturale nazionale" dalla Direzione Generale per il Cinema del Ministero per i Beni e le Attività Culturali.

## Trama
Un poliziotto pugliese sta per sposare una ragazza indù con grande disappunto dei genitori di entrambi, irremovibili circa il rispetto delle tradizioni. Il padre di lui, contadino dai metodi diretti e senza fronzoli, vorrebbe un matrimonio cattolico da celebrare nella piazza del paesino pugliese in cui vive, mentre il padre di lei, ambasciatore indiano in Italia, non vuole cedere alle richieste della controparte e immagina una festa nuziale di rito indù, elegante e piena di personalità. Alla fine i due si scopriranno molto più simili di quanto le appartenenze culturali possano far intendere.
Un uomo anziano e molto ricco sta per sposare Giada, una giovane e procace ragazza, ostacolato dalla sua famiglia e soprattutto dal timido e complessato figlio, di professione pubblico ministero, il quale mette in moto tutte le sue conoscenze per smascherare le reali intenzioni della giovane. Finirà per innamorarsi di lei e scrollarsi di dosso le sue fobie.
Una coppia squattrinata sta per sposarsi e, per assecondare le manie di grandezza della mamma di lui, organizza il banchetto nuziale all'interno di un altro molto più grande di una coppia famosa, finendo però per trovarsi nel bel mezzo di una faida mafiosa.
Un giovane e famoso uomo dell'alta finanza è in procinto di sposarsi con una procace aspirante attrice. Pochi minuti prima delle nozze, i due scoprono di non amarsi affatto, ma l'occasione di notorietà e ricchezza che il matrimonio porterebbe è troppo ghiotta per entrambi per rinunciarvi.

## Distribuzione
Il film è uscito nelle sale Italiane il 23 ottobre 2009.

## Accoglienza

### Incassi
Il film è riuscito ad incassare 4814840 €.